# Trinity (fiume)
Il Trinity è un fiume del Texas, negli Stati Uniti d'America meridionali.
Prende forma dall'unione di quattro distinti bracci, ed attraversa diagonalmente il Texas, toccando la città di Dallas, per poi sfociare nella Baia di Galveston del Golfo del Messico, a est di Houston.
Deve il suo nome all'esploratore spagnolo Alonso De León che lo chiamò La Santisima Trinidad (Santissima Trinità), quando lo scoprì nel 1690.